# The Pirates of Orion
"The Pirates of Orion" és el dissetè i primer episodi de la segona temporada de la sèrie de televisió animada de ciència-ficció estatunidenca Star Trek. Es va emetre per primera vegada a la programació de l'NBC dissabte al matí el 7 de setembre de 1974. Va ser dirigit per Bill Reed i escrit per Howard Weinstein. L'episodi va ser la primera venda professional de Weinstein als 19 anys, convertint-lo, a partir del 2023, en l'escriptor més jove de qualsevol episodi de televisió de Star Trek.
Ambientada al segle XXIII, la sèrie segueix les aventures del capità James T. Kirk (amb la veu de William Shatner) i la tripulació de la nau estel·lar  Enterprise. En aquest episodi, Kirk i l' Enterprise han de lluitar amb un capità i una tripulació pirata que han robat una càrrega que inclou medicaments crucials per salvar un Spock moribund (veu per Leonard Nimoy).
La història va ser desenvolupada per Weinstein a partir d'un relat breu basat en Star Trek que havia publicat anteriorment en una publicació escolar de ciència-ficció. Després que no es va llegir a la primera presentació, l'equip de producció la va tornar a enviar i la va comprar. L'episodi va presentar la primera aparició de membres masculins de l'espècie orió a la franquícia Star Trek; els orions masculins no apareixerien en un episodi d'imatge real fins al 2004. La recepció crítica de l'episodi va ser mixta, i s'ha llançat en diverses formes de mitjans domèstics, inclosos VHS, LaserDisc i DVD.

## Argument
En data estel·lar 6334.1, la nau estel·lar de la Federació Enterprise està en ruta per fer tasques cerimonials a Deneb V quan el primer oficial  vulcanià, Spock (amb la veu de Leonard Nimoy), contrau una malaltia anomenada "coriocitosi". L'oficial mèdic en cap Leonard McCoy (amb la veu de DeForest Kelley) assenyala que pot frenar la malaltia, però tot i així a Spock només li quedaran dies de vida. El vaixell de càrrega de la flota estel·lar Huron està preparat per trobar-se amb l' Enterprise i lliurar medicaments quan és atacat pels pirates d'Orió que roben la seva càrrega, que consteix principalment d'una càrrega important de cristall de diliti.
L' Enterprise segueix el camí de trobada i troba el maltractat Huron i la seva tripulació supervivent. L'anàlisi de l'atac porta el capità Kirk (amb la veu de William Shatner) i la seva tripulació a perseguir la nau orió en un intent desesperat de recuperar la cura. Els orions, sabent que no poden escapar de l'Enterprise o millor en una baralla, planen destruir-se tant a ells com a l'Enterprise per tal de preservar la mentida de la "neutralitat d'Orió". Kirk es troba amb el capità orió (amb la veu de James Doohan) en un asteroide altament inestable. Kirk i la tripulació de l'Enterprise s'adonen que el capità té explosius a la seva persona i els neutralitzen a temps. Recuperen la medicina per salvar en Spock, capturar el capità orió (que ordena a la seva tripulació que no se suïcidi per autodestrucció) i recuperen els cristalls de diliti.
La vida d'Spock es salva i l'Enterprise continua amb la seva tasca original, i Kirk reflexiona sobre com el Capità Orió serà jutjat per les seves accions i permetrà a la Federació resoldre el problema de la "neutralitat d'Orió".

## Producció
L'escriptor Howard Weinstein havia estat un fan de l'exploració espacial després del vol de l'astronauta de la NASA Alan Shepard a Mercury-Redstone 3. Va recordar que la seva primera experiència a Star Trek va ser a l'escola mitjana, on va barrejar elements de la sèrie amb Lost in Space. Va començar a veure el programa i es va inspirar per escriure per a televisió després de llegir The Making of Star Trek de Gene Roddenberry i Stephen E. Whitfield. Mentre estava a l'11è grau, va publicar un conte Star Trek al fanzine Probe, que era una publicació anual a East Meadow High School. Weinstein també va escriure un guió de Mission: Impossible, però el guió va ser rebutjat perquè no s'havia enviat a través d'un agent. Va ser retornat amb una llista d'agents suggerits, i el seu pare va reconèixer el nom de Bill Cooper a la llista dels seus anys escolars.
Cooper va acceptar assumir Weinstein, que va decidir reconstruir la seva història curta publicada per "Probe" en un guió per a "Star Trek" animat. Cooper va dirigir el guió a D.C. Fontana, que fa poc havia deixat el programa. Quan va arribar a l'oficina de producció, va ser reenviat, sense llegir, a Fontana, qui el va enviar de tornada a Cooper quan havia abandonat el programa. Posteriorment, Weinstein va tornar a enviar el guió amb el nom del seu agent per a la segona temporada de la sèrie. El productor Lou Scheimer va contactar amb Weinstein i li va informar que volien comprar el guió si el final podia ser modificat, cosa que Weinstein va acceptar. Weinstein tenia dinou anys aleshores, s'allotjava al dormitori de la Universitat de Connecticut, i Scheimer es va sorprendre en descobrir que Weinstein era tan jove.
El guió es va vendre l'abril de 1974. Va ser la primera venda i crèdit professional de Weinstein com a escriptor. Més tard va saber quin any s'utilitzaria com a episodi inicial de la segona temporada. Weinstein va organitzar una trobada al seu dormitori per veure l'episodi quan es va emetre, al qual van assistir una trentena de persones i un gos. Després d'utilitzar el guió, Weinstein va trobar que li permetia escriure la novel·la Star Trek The Covenant of the Crown per a Pocket Books; va dir en una entrevista posterior que li va donar "credibilitat instantània" amb l'empresa. També va començar a aparèixer a les convencions de ciència-ficció i més tard va escriure més llibres i còmics Star Trek. Weinstein va rebre un crèdit de "Thank You" a Star Trek 4: Missió salvar la Terra després de presentar al director de la pel·lícula, Leonard Nimoy, la idea d'incloure balenes a la pel·lícula.
Aquest episodi inclou la primera aparició d'orions masculins. Mentre que un agent alterat quirúrgicament que va aparèixer com a andorià a l'episodi "Viatge a Babel" de La sèrie original va fer especular si Spock era d'origen Orió, els únics membres de la raça que havien estat representats anteriorment a Star Trek eren noies esclaves d'Orió. Els orions masculins no es veurien en una producció d' Star Trek d'acció en directe fins al 2004 amb l'episodi "Borderland" a la quarta temporada de Star Trek: Enterprise.

## Recepció
A Trek Navigator, un llibre de Mark A. Altman i Edward Gross que va revisar tots els episodis i pel·lícules de Star Trek fins al 1998, Altman va donar a "The Pirates of Orion" una puntuació de dos de quatre, mentre que Gross va donar una puntuació de tres sobre quatre.
Michelle Erica Green va veure l'episodi per al lloc web TrekNation, dient que incloïa "precisament el tipus d'interacció de personatges que va fer de Star Trek original tot un èxit". Green va creure que, donada la capacitat de La sèrie animada per mostrar coses que no es podien veure a La sèrie original a causa de les restriccions pressupostàries, els orions podrien haver estat més destacats, i que si el l'atac al Huron s'havia mostrat en lloc d'implicar-se a través del diàleg, aleshores hauria donat "una opinió més forta com a espectadors de la maldat relatius dels orions, tant si són un enemic honorable com un simple pinxos viciosos."
Una guia de marató de sèries del 2018 de Star Trek de Den of Geek, va recomanar aquest episodi perquè presentava el trio de personatges Kirk, Spock i Bones de La sèrie original.

## Llançament en mitjans domèstics
"The Pirates of Orion" es va publicar en casset VHS juntament amb "The Practical Joker" durant el llançament inicial de les cintes de Paramount Home Video el 1989. També s'ha publicat a LaserDisc com a part del conjunt de la sèrie. El primer llançament de Star Trek: The Animated Series en DVD va ser a través de produccions fetes per fans. El llançament oficial del DVD va ser el 21 de novembre de 2006 als Estats Units, que era un únic llançament que contenia tots els episodis de les dues temporades de la sèrie de televisió.